# Anfitrite

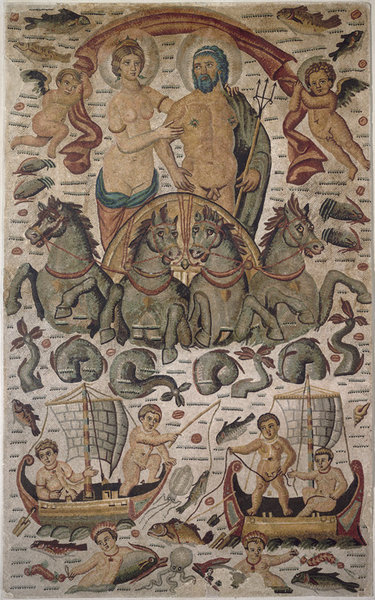
El triunfo de Poseidón y Anfitrite con la pareja en procesión. Detalle de un gran mosaico romano de Cirta, (ca. 315–325 a. C., hoy en el Museo del Louvre).

En la mitología griega Anfitrite, Anfítrite o Anfitrita (en griego antiguo: Άμφιτρίτη, Amphitrítē; ‘la tercera que rodea [el mar]’) era una antigua diosa del mar tranquilo, que se convertiría en consorte de Poseidón. La esposa de Neptuno, su homólogo en la mitología romana, es Salacia.
No está totalmente personificada en las épicas homéricas, cuyo nombre se utiliza como metonimia por el mar:

[...] contra las cuales rugen las inmensas olas de la ojizarca Anfitrite [...]

Comparte el epíteto homérico Halosidne («nutrida de mar») con Tetis: en cierto sentido las ninfas marinas son dobles.

### Ascendencia y descendencia
Según la Teogonía de Hesíodo, Anfitrite era hija de Nereo y Doris, y por tanto era una de las cincuenta nereidas. Apolodoro, en cambio, la describe como hija de Océano y Tetis, y por lo tanto es una de las oceánides —es el único autor en darle esta ascendencia—; no obstante más adelante ya la incluye entre las nereidas, como estamos acostumbrados.
Entre la descendencia de Anfitrite se incluían peces, mariscos, focas y delfines; de esta prole nunca se cita quién era el padre. Hesíodo dice que de Anfítrite y de Poseidón, el conmovedor de la tierra, nació el fornido y enorme Tritón que, en las profundidades del mar junto a su madre y soberano padre, habita en palacios de oro, terrible dios. Apolodoro añade de esta unión a Rodo, a la que desposó Helios, y también otra hija más, llamada Bentesicime. Hesíodo parece comparar a esta última con la ninfa Cimopolea, entregada como esposa a Briareo. En un fragmento anónimo se dice de Anfitrita que las doncellas nereidas fueron alumbradas por ella.

## Anfitrite como diosa del mar

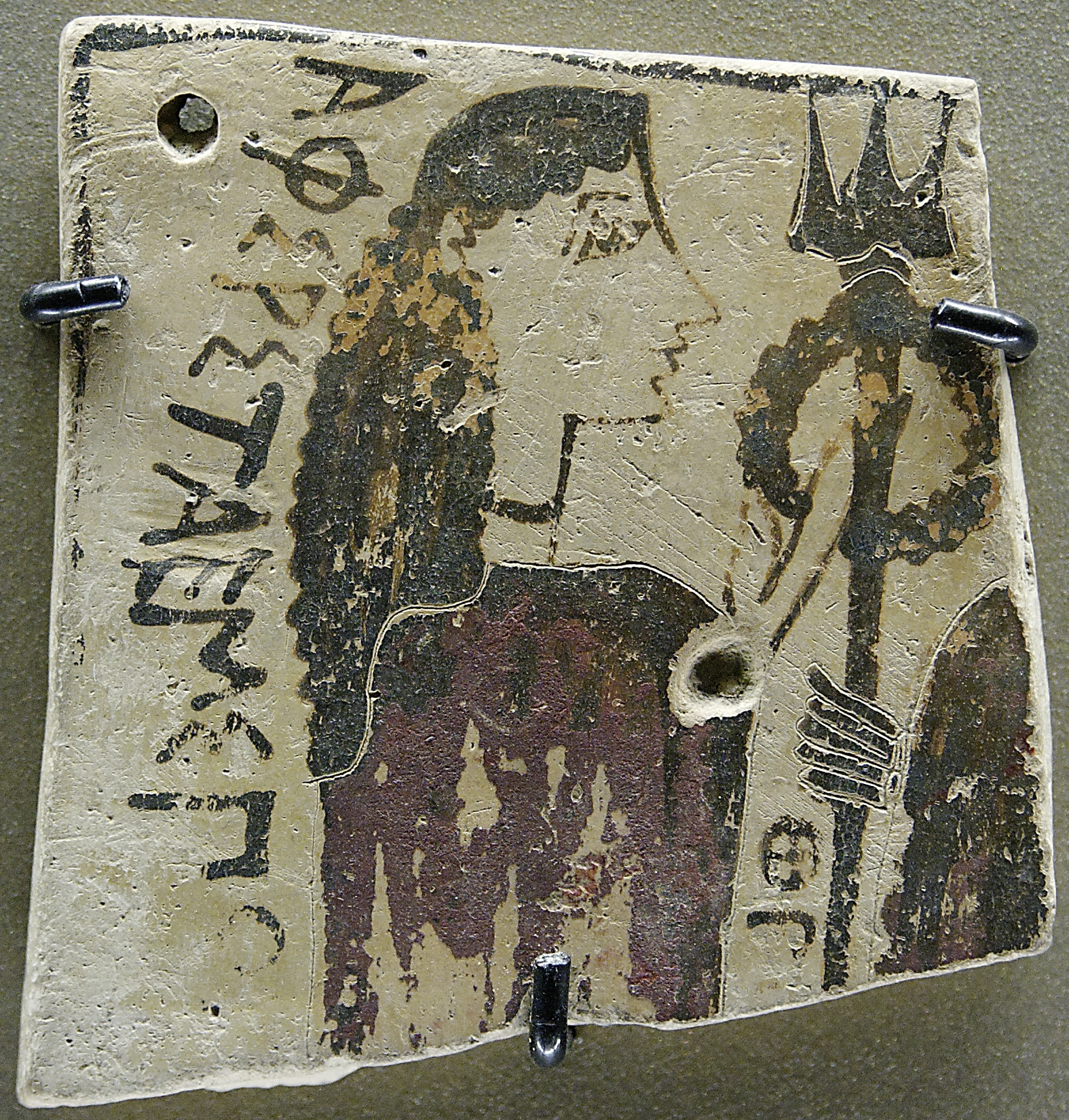
Anfitrite llevando un tridente en un pinax corintio (575–550 a. C.). Rodeando a la diosa se lee una inscripción incompleta: ΑΦΙΡΙΤΑ ΙΜΙ ΠΟΤ, que puede reconstruirse (en una transliteración al griego ático) como Άμφιτρίτη εἰμì Ποσ[ειδῶνος "Soy Anfitrite, de Poseidón (e.g. esposa)"

Anfitrite estaba tan completamente limitada a su autoridad sobre el mar y las criaturas de este que nunca fue asociada con su marido como objeto de culto ni en obras de arte, excepto cuando quería resaltarse a este como el dios que controlaba el mar. Una excepción puede ser la imagen de Anfitrite que Pausanias vio en el templo de Poseidón en el istmo de Corinto.
Aunque Anfitrite no aparece en el culto griego, sí fue importante en una etapa arcaica, pues el himno homérico a Apolo Delio cuenta que en el nacimiento de Apolo estaban «todas las diosas principales, Dione y Rea e Icnea y Temis y la que gime en alto Anfitrite. El profundamente sabio Píndaro, en su sexta oda olímpica, reconocía el papel de Poseidón como «gran dios del mar, marido de Anfitrite, diosa del huso dorado». Para poetas posteriores, Anfitrite era simplemente una metáfora del mar.
Sobre el catasterismo del Delfín, se cuenta esta historia. Como Poseidón quería tomar por mujer a Anfitrite, esta, que andaba prevenida, huyó junto a Atlante en su afán por preservar la virginidad. Al ocultarse ella, también se escondían la mayoría de las Nereidas; así que Poseidón envió en su busca a muchos rastreadores y, entre ellos, también al Delfín. Mientras erraba por las islas de Atlante se tropezó con ella, le transmitió la noticia y la condujo ante Poseidón. El propio Delfín, saliendo al encuentro de la joven, se la llevó de la costa y se la entregó al dios. Después de casarse con ella, dispuso inmensos honores para el Delfín en el mar, dándole el título de sagrado, y colocó entre los astros su figura.
En cuanto al catasterismo de la Corona, se dice fue un regalo de bodas de Afrodita a Anfitrite, que se la dio a Teseo cuando visitó el palacio submarino de su marido Poseidón después de haberse sumergido en el mar para demostrar a Minos que era hijo de Poseidón. Teseo se la pasó a Ariadna, y Dioniso colocó la corona en los cielos.

## Anfitrite en el arte

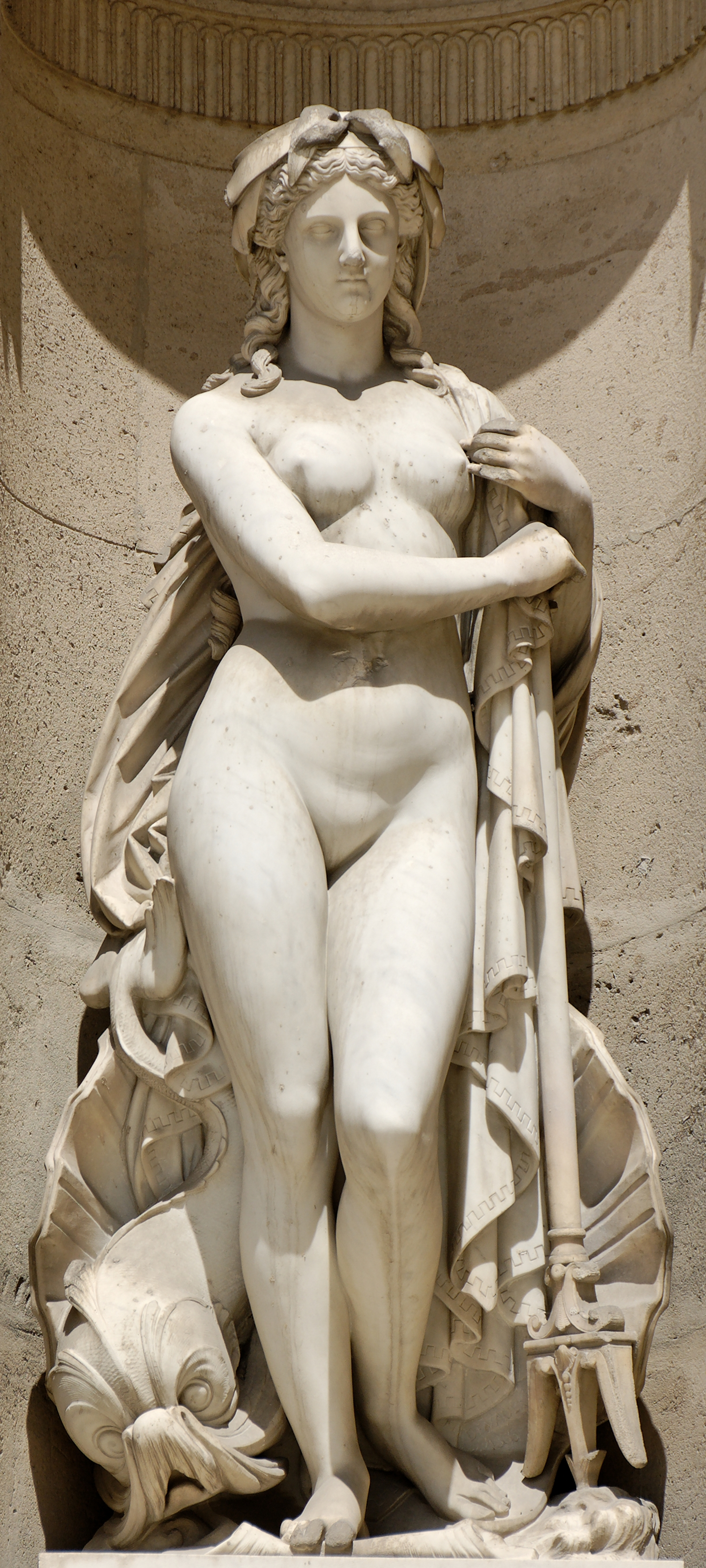
Anfitrite (1866), por François Théodore Devaulx (1808–1870). Fachada norte de la Cour Carrée («patio cuadrado») del Palacio del Louvre, en París.

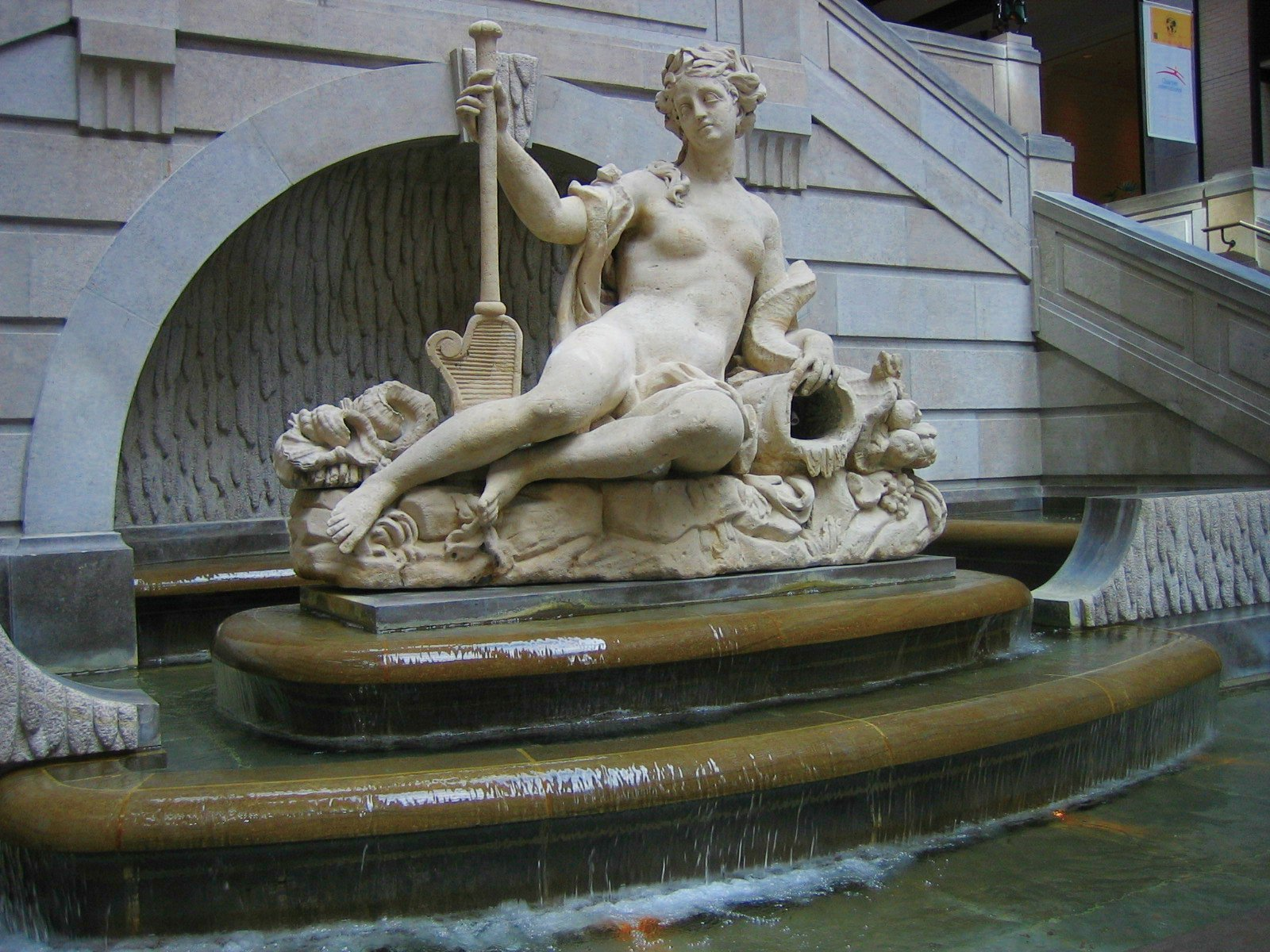
Estatua de Anfitrite en Montreal.

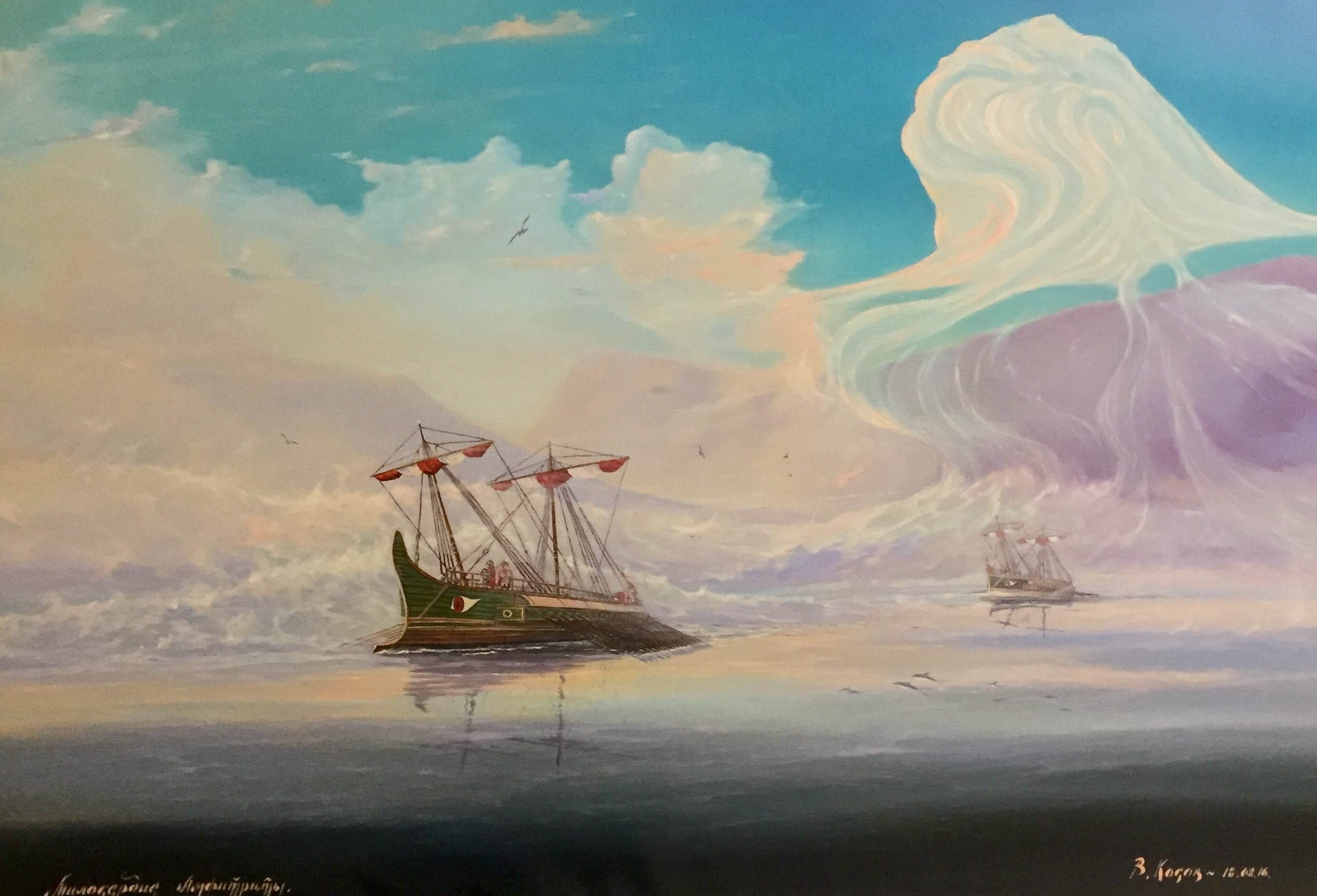
La misericordia de Anfitrite en el cuadro de Vladimir Kosov

En el arte, Anfitrite era distinguible de las demás nereidas solo por sus atributos reales.
En las obras de arte se representa a Anfitrite junto a Poseidón, bien en el trono o conduciendo con él un carro tirado por caballos de mar (hipocampos) u otras criaturas fabulosas de las profundidades, y atendida por Tritón y las nereidas. Suele vestir túnicas reales y llevar redes en el pelo. A veces se ponían en sus templos las pinzas de una langosta.
En poesía, su nombre se usa a menudo para el mar, como sinónimo de Talasa. Su figura fue recuperada por la poeta española Aurora Luque, quien en su poemario Gavieras le dedica el poema "Anfitrite" en el que cuestiona especialmente que haya sido dejada de lado, poco nombrada y representada. 
En los jardines de La Granja de San Ildefonso, en la provincia española de Segovia, se encuentra en la gran cascada la Fuente de Anfitrite. Es un grupo de esculturas formado por esta diosa montada en una carroza con forma de concha que va tirada por delfines y rodeada de náyades y un cefirillo. Se supone que van en busca de Poseidón. Se trata de una alegoría de Isabel de Farnesio, ya que el dios del mar personifica al rey Felipe V.